# 富田正樹
富田 正樹（とみた まさき、1965年1月3日 - ）は、日本基督教団徳島北教会の主任担任牧師代務者。また、同志社香里中学校・高等学校の宗教部主任教員。

## 経歴
関西学院大学文学部日本文学科卒業。富士通株式会社で6年間勤務。その後同志社大学神学部に編入学し、1997年、同志社大学大学院神学研究科博士課程前期修了。
現在は同志社香里中学校・高等学校の宗教部主任教員。

## 宗教者としての活動
礼拝説教において、神を「科学的、物理的、実験的に存在を確定できないもの」と位置づけ、不可知論者の立場を明らかにした。
また、X(旧twitter)では「神などいない。神は幻想であり、何か別のものの象徴なんだ。」と述べ、神の存在を否定している。
Web教会である「iChurch.me:三十番地キリスト教会」に「キリスト教……下世話なQ&Aコーナー」を設けキリスト教に関してのよくある質問とその回答を公開している。
その中においてイエス・キリストの復活については「医学的、生物学的にはありえない」と回答し、イエスの肉体は復活しなかったが、ペテロやパウロが「見た」「出会った」ことは間違いないとしている。また、キリスト教式以外の葬儀や墓参りの際などに、周囲に求められての焼香や合掌はしてもいいと教える。
聖書の同性愛に関わる記述を吟味した結果、同性愛を容認する立場である。婚前交渉は罪でないのでしてはいけない事はないが、その前にsafer sex（安全なセックス）を心がけないといけないと言う。
イエス自身もマリアの婚前交渉により産まれた子であり、聖霊によって宿ることはありえないと主張。
フリー聖餐肯定論者であり、論証の中で「人間には贖いが必要ではない」と述べている。

## 著書
- 『信じる気持ち―はじめてのキリスト教』日本基督教団出版局
- 『聖書資料集―キリスト教との出会い』日本基督教団出版局
- 『新約聖書 (キリスト教との出会い)』日本基督教団出版局